# ینی گونشلی

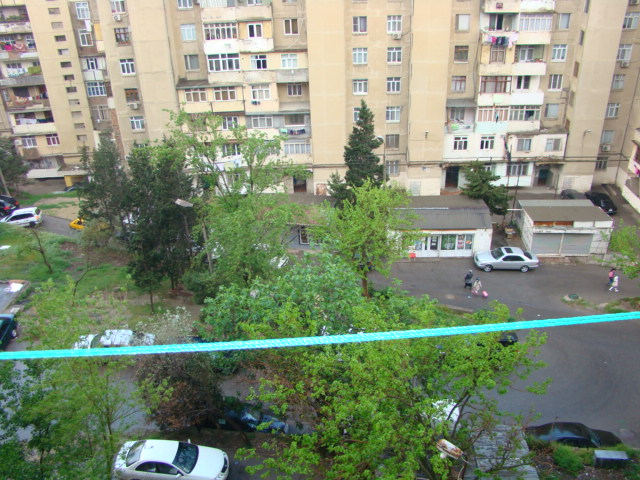

ینی گونشلی (به لاتین: Yeni Günəşli) یک منطقه مسکونی در جمهوری آذربایجان است که در رایون سوراخانی از توابع شهر باکو واقع شده است.